# Super Bowl VII
Super Bowl VII var den 7:e upplagan av Super Bowl sedan starten 1967 och matchen spelades mellan AFC-mästarna Miami Dolphins som besegrade NFC-mästarna Washington Redskins med 14-7. Matchen spelades 14 januari 1973 på Los Angeles Memorial Coliseum i Los Angeles, Kalifornien. Det var andra gången Super Bowl spelades där då även Super Bowl I, 1967, spelades där.
Det var andra gången Miami Dolphins kvalificerade sig för Super Bowl, de hade förlorat mot Dallas Cowboys året innan, i Super Bowl VI. Den gär gången hade de gått obesegrade genom den ordinarie säsongen och sedan vunnit över Cleveland Browns och Pittsburgh Steelers playoff-matcherna. Torts det var de inte favoriter i Super Bowl VII, eftersom spelschemat ansågs svagare och att de förlorat året innan. Matchen kontrollerades av Miami Dolphins och blev den näst poängfattigaste Super Bowl, åtminstone till 2022. I samband med vinsten i Super Bowl VII gick Miami Dolphins obesegrade hela vägen till Super Bowl-vinst, vilket innebär en "perfect season", ungefär en "perfekt säsong". De är det första och, till och med åtminstone 2022, det enda laget som gjort en sådan. 